# Liste der Kulturdenkmäler in der Gießener Gesamtanlage I
Die folgende Liste enthält die in der Denkmaltopographie ausgewiesenen Kulturdenkmäler auf dem Gebiet  der  Stadt Gießen, Landkreis Gießen, Hessen.
Hinweis: Die Reihenfolge der Denkmäler in dieser Liste orientiert sich zunächst an Stadtteilen und anschließend der Anschrift, alternativ ist sie auch nach der Bezeichnung, der vom Landesamt für Denkmalpflege vergebenen Nummer oder der Bauzeit sortierbar.
Kulturdenkmäler werden fortlaufend im Denkmalverzeichnis des Landes Hessen durch das Landesamt für Denkmalpflege Hessen auf Basis des Hessischen Denkmalschutzgesetzes (HDSchG) geführt. Die Schutzwürdigkeit eines Kulturdenkmals hängt nicht von der Eintragung in das Denkmalverzeichnis des Landes Hessen oder der Veröffentlichung in der Denkmaltopographie ab.

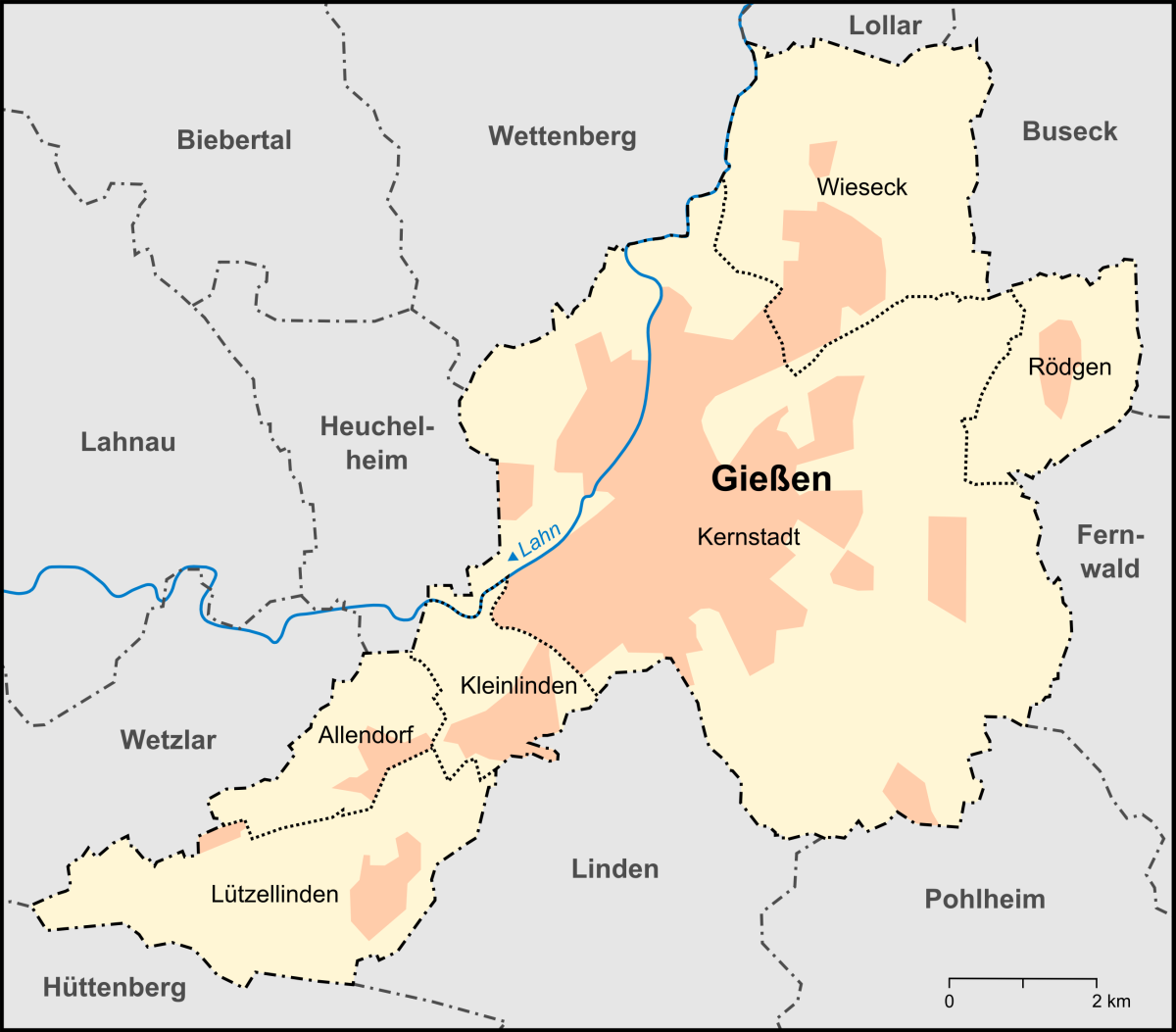
Gießener Stadtteile/Ortsbezirke

Diese Liste enthält alle Kulturdenkmäler der Gesamtanlage I Bahnhofstraße-Westanlage der Stadt Gießen.
| Bild                          | Bezeichnung                   | Lage                                                       | Beschreibung | Bauzeit              | Objekt-Nr. |
| ----------------------------- | ----------------------------- | ---------------------------------------------------------- | --- | -------------------- | ---------- |
|                               |                               | Bahnhofstraße 1 LageFlur: 1, Flurstück: 563                | Dreigeschossiges Wohn- und Geschäftshaus mit Eckerker. Zierfachwerk ist derzeit unter dem Verputz verborgen. | 1864 bis 1914        | 60360 DDB  |
| Gasthaus „Zum Schipkapass“    | Gasthaus „Zum Schipkapass“    | Bahnhofstraße 7 LageFlur: 1, Flurstück: 600                | Historisierender Eckbau mit steilem Krüppelwalmdach, Erkerturm und Zierfachwerk | 1901                 | 60362 DDB  |
|                               |                               | Bahnhofstraße 14 LageFlur: 1, Flurstück: 625               | Fünfgeschossiges Wohn- und Geschäftshaus mit Welscher Haube im Dachgeschoss. Architekt: Philipp Rahn | 1906/07              | 60370 DDB  |
|                               |                               | Bahnhofstraße 16 LageFlur: 1, Flurstück: 909               | Fünfgeschossiges Wohn- und Geschäftshaus im Stil der Neuen Sachlichkeit mit Elementen des Expressionismus. | 1928                 | 60372 DDB  |
|                               |                               | Bahnhofstraße 18 LageFlur: 1, Flurstück: 908/1             | Viergeschossiges Wohn- und Geschäftshaus in Formen des Spätklassizismus in Klinkerbauweise | 1881                 | 60374 DDB  |
|                               |                               | Bahnhofstraße 22 LageFlur: 1, Flurstück: 904/1             | Viergeschossiges Wohn- und Geschäftshaus; die Mittelachse ist durch einen Erker sowie Balkone mit schmiedeeisernen Gittern hervorgehoben. Mischstil mit Formen des Louis-seize und des Jugendstils.                                                                             | 1899                 | 60376 DDB  |
|                               |                               | Bahnhofstraße 24 LageFlur: 1, Flurstück: 902/2             | Viergeschossiges Wohn- und Geschäftshaus | 1884                 | 60378 DDB  |
|                               |                               | Bahnhofstraße 26 LageFlur: 1, Flurstück: 898/2             | Viergeschossiges Wohn- und Geschäftshaus mit ausgeprägt vertikaler vierachsiger Gliederung und reich geschmückter historistischer Fassade | 1904                 | 60380 DDB  |
| Sachteil Veranda/Wintergarten | Sachteil Veranda/Wintergarten | Bahnhofstraße 38 LageFlur: 1, Flurstück: 888/6             | Doppelstöckige hölzerne Veranda in qualitätsvoller Zimmermannsarbeit an einem spätklassizistischen Wohnhaus | 1873                 | 60395 DDB  |
|                               |                               | Bahnhofstraße 39 LageFlur: 1, Flurstück: 803/1             | Dreigeschossiges Wohnhaus im Historismus der späten Gründerzeit, die Klinkerfassade durch Putz- und plastische Elemente gegliedert | 1890                 | 60387 DDB  |
|                               |                               | Bahnhofstraße 44 LageFlur: 1, Flurstück: 885+884/1         | Dreieinhalbgeschossiges Wohnhaus der frühen Gründerzeit mit abwechslungsreich gestalteter Fassade in klassizistischen Stilmerkmalen | Ende 19. Jahrhundert | 60391 DDB  |
|                               |                               | Bahnhofstraße 46 LageFlur: 1, Flurstück: 884/3             | Dreigeschossiges Wohnhaus in historisierenden Stilmerkmalen der Renaissance, des Louis-seize und des Jugendstils. Gut erhaltenes Jugendstilinventar in Durchfahrt, Stiegenhaus und Wohnungen, bes. farbige Originalfenster.                                                     | 1903                 | 60385 DDB  |
| Ehemaliges Bankhaus Grünewald | Ehemaliges Bankhaus Grünewald | Bahnhofstraße 48 + 50 LageFlur: 1, Flurstück: 881/7+881/8  | Repräsentatives Wohn- und Geschäftshaus in prominenter Lage mit polygonalem Eckturm, hohem Mansarddach und weit ausladenden Balkonen | 1876                 | 60397 DDB  |
|                               |                               | Mühlstraße 3 LageFlur: 1, Flurstück: 911/1                 | Viergeschossiges Wohn- und Geschäftshaus im Jugendstil mit Formzitaten des Klassizismus | 1911                 | 60401 DDB  |
|                               |                               | Mühlstraße 5 LageFlur: 1, Flurstück: 907/4                 | Viergeschossiges Doppelwohnhaus in traditionalistischen Formen für den Lederhändler Wilhelm Blank. Architekt: Hans Burg. | 1913                 | 60403 DDB  |
|                               |                               | Mühlstraße 34/Westanlage 54 LageFlur: 1, Flurstück: 1007/6 | Viergeschossiges Doppelwohnhaus mit Fassade im Stil des Historismus im Übergang zum Jugendstil. Die Ecke des Hauses Mühlstraße 34 ist turmartig erhöht; das benachbarte Gebäude Westanlage 54 ist einfacher gestaltet und weist einen schmiedeeisernen Balkon im Hinterhof auf. | 1905                 | 60405 DDB  |
|                               |                               | Westanlage 28 LageFlur: 1, Flurstück: 882/2                | zweigeschossiges historistisches Wohnhaus | 1882                 | 60430 DDB  |
|                               |                               | Westanlage 30 LageFlur: 1, Flurstück: 883/8                | dreigeschossiges Wohnhaus mit Klinkerfassade | 1893                 | 60427 DDB  |
|                               |                               | Westanlage 32 LageFlur: 1, Flurstück: 883/8                | dreigeschossiges Wohnhaus der Gründerzeit | 1887                 | 60428 DDB  |
|                               |                               | Westanlage 36 LageFlur: 1, Flurstück: 1015/1               | zweigeschossiges landhausartiges Wohnhaus in Formen des Klassizismus („Ringel-Villa“) | 1881                 | 60432 DDB  |
|                               |                               | Westanlage 42 LageFlur: 1, Flurstück: 1012/9               | dreigeschossiges Wohnhaus mit stark reduzierten historisierenden Elementen | 1895                 | 60434 DDB  |
|                               |                               | Westanlage 46 LageFlur: 1, Flurstück: 1010/4               | dreigeschossiger roter Klinkerbau im Stil der „Deutschen Renaissance“ | 1889                 | 60436 DDB  |
|                               |                               | Westanlage 48 LageFlur: 1, Flurstück: 1009/4               | zweigeschossiges villenartiges Wohnhaus | 1904                 | 60438 DDB  |
|                               |                               | Westanlage 54/Mühlstraße 34 LageFlur: 1, Flurstück: 1007/1 | viergeschossiges Doppelwohnhaus mit historisierender Fassade, teilweise Jugendstilelemente (siehe auch bei Mühlstraße 34/Westanlage 54) | 1905                 | 60405 DDB  |
| Gasthaus „Pfälzer Hof“        | Gasthaus „Pfälzer Hof“        | Schanzenstraße 2 LageFlur: 1, Flurstück: 892/2             | Zweigeschossiger langgestreckter konstruktiver Fachwerkbau, Rest der vorgründerzeitlichen Bebauung | 1795 bis 1805        | 60411 DDB  |
|                               |                               | Schanzenstraße 10 LageFlur: 1, Flurstück: 894/3            | Dreigeschossiges Wohn- und Geschäftshaus mit zweifarbiger Klinkerfassade | 1900                 | 60419 DDB  |
|                               |                               | Schanzenstraße 18 LageFlur: 1, Flurstück: 1012/8           | Ehemaliger Biergarten und -keller, 1924 Gewerkenhaus (Fritz & Co) | 1889                 | 60421 DDB  |
|                               |                               | Schanzenstraße 22 LageFlur: 1, Flurstück: 1012/10          | Dreigeschossiges Wohnhaus mit Fassade in Renaissanceformen | 1895                 | 60425 DDB  |
| weitere Bilder                | Althaus'sches Häuschen        | Tiefenweg 5 LageFlur: 1, Flurstück: 614                    | Das verputzte Fachwerkhaus beherbergte ein Wohnhaus und eine Kupferschmiede, seit 1914 einen Handel mit Farben und Lacken (Fa. Althaus). | 1832 bis 1882        | 60624 DDB  |